# Pierre Birnbaum

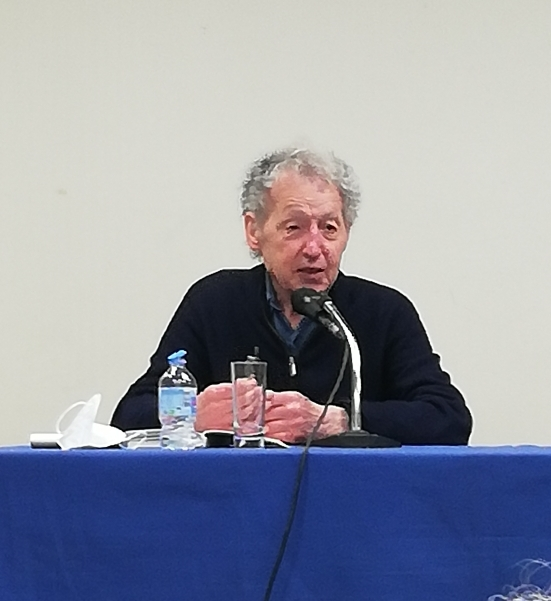
Pierre Birnbaum

Pierre Birnbaum (* 19. November 1940 in Lourdes) ist ein französischer Historiker und Soziologe.
Birnbaum promovierte 1966 in Soziologie an der Pariser EPHE, worauf er an der Universität Bordeaux Montaigne lehrte. 1970 ging er an die Université Paris 1 Panthéon-Sorbonne, wo er 1975 zum Professor berufen wurde und 2002 in den Ruhestand trat. Er lehrte auch am Institut d’études politiques in Paris. 1997 wurde er Ehrenmitglied des Institut universitaire de France.
Ein bekanntes Werk ist Fous de la République (1992), worin er die Assimilation der staatsnahen Juden («Juifs d'État») an die republikanischen Werte beschreibt. Darin geht es vordergründig um die Dreyfus-Affäre, weiter aber um die Veränderung der französischen Eliten.

## Schriften
- 1977: Les Sommets de l’État. Essai sur l'élite du pouvoir en France, Paris, Éditions du Seuil, ISBN 2-02-004642-3.
- Genèse du populisme: le peuple et les gros. Pluriel, Paris 2012, ISBN 978-2-8185-0225-9.
- 1983: The Sociology of the State, University of Chicago Press.
- 1984: Dimensions du pouvoir, Presses Universitaires de France ("Sociologie d’aujourd’hui").
- 1988: Un mythe politique: la « République juive ». De Léon Blum à Mendès France, Fayard.
- 1992: Les Fous de la République. Histoire politique des Juifs d'État, de Gambetta à Vichy, Fayard, neu aufgelegt in "Poche", Éditions du Seuil, 1994, ISBN 2-02-020505-X.
- 1994: L’Affaire Dreyfus : La République en péril, coll. « Découvertes Gallimard » (nº 213), série Histoire. Paris: Gallimard.
- 1996: The Jews of the Republic: A Political History of State Jews in France from Gambetta to Vichy, Stanford University Press.
- Le moment antisémite: un tour de la France en 1898. Pluriel, Paris 2015, ISBN 978-2-8185-0438-3.
- "La France aux Français": histoire des haines nationalistes (= XXe siècle). Éd. du Seuil, Paris 2006, ISBN 978-2-02-085913-4.
- 2008: Un récit de « meurtre rituel » au Grand Siècle : l'affaire Raphaël Lévy, Metz, 1669, Fayard
- 2012: Les Deux Maisons. Les Juifs, l'État et les deux Républiques, Gallimard, ISBN 978-2-07-012682-8.
- 2013: La République et le Cochon, Paris, le Seuil, ISBN 978-2-02-110865-1.
- 2015: Sur un nouveau moment antisémite, Fayard, ISBN 978-2-213-68598-4.
- Pierre Birnbaum, Jean Baumgarten, Yves Déloye: Les désarrois d'un fou de l'État: entretiens avec Jean Baumgarten et Yves Déloye (= Itinéraires du savoir). Albin Michel, Paris 2015, ISBN 978-2-226-31494-9.
- Léon Blum: un portrait. Éditions du Seuil, Paris 2016, ISBN 978-2-02-117426-7.
- Tears of History. The rise of political antisemitism in the United States, Columbia UP, 2023, ISBN 978-0-231-20961-8.

## Einzelbelege
1. ↑  La République des livres. In: La République des livres. 8. Mai 2013, abgerufen am 16. April 2024 (französisch).